# Antygen Forssmana
Antygen Forssmana to jeden z najlepiej poznanych antygenów heterofilnych. Z chemicznego punktu widzenia jest glikolipidem, przy czym determinantą antygenową jest w tym przypadku fragment polisacharydowy. Związek ten występuje u wielu gatunków bakterii, jak również u wielu ssaków.
Antygen Forssmana został odkryty na komórkach nerki świnki morskiej, ale występuje także u innych zwierząt, z tym, że jedynie u niektórych można stwierdzić jego obecność na krwinkach - zwykle antygen Forssmana występuje na komórkach określonych narządów.
Antygen Forssmana nie występuje u człowieka, dlatego ludzie mogą produkować przeciwciała przeciwko niemu. Powstają one np. podczas mononukleozy zakaźnej i można je wykryć po dodaniu do zawiesiny czerwonych krwinek owcy. Ponieważ antygen Forssmana jest na nich obecny, surowica osoby chorej na mononukleozę zakaźną wywoła hemolizę. Należy jednak dodać, że przeciwciała powstające w odpowiedzi na antygen Forssmana rzadko mogą doprowadzić do hemolizy - pojęcie to odnosi się często do każdego antygenu, który może wywołać powstanie hemolizyny skierowanej przeciwko krwinkom owcy.